# تل قلعه زیر دژ
تل قلعه زیر دژ در شهرستان لارستان، روستای هود واقع شده و این اثر در تاریخ ۲۵ اسفند ۱۳۷۹ با شمارهٔ ثبت ۳۴۲۰ به‌عنوان یکی از آثار ملی ایران به ثبت رسیده است.